# Gent Jazz Festival
Gent Jazz Festival je hudební festival, který se koná vždy v červenci v belgickém městě Gent. První ročník festivalu se konal v roce 2002. Zaměřuje se na jazzovou hudbu, avšak vystupují zde také hudebníci jiných žánrů. Vystupovali zde například Toots Thielemans, Abdullah Ibrahim (2002), John Zorn, Herbie Hancock (2003), Ahmad Jamal, George Clinton (2004), Dee Dee Bridgewater, Charlie Haden (2005), Wayne Shorter, Dr. John (2006), Chick Corea, Wynton Marsalis (2007), Pat Metheny, Erykah Badu (2008), Brad Mehldau, B. B. King (2009), Norah Jones, Ornette Coleman (2010), Sonny Rollins, Al Di Meola (2011), Paco de Lucía, Melody Gardot (2012), Jamie Cullum, Elvis Costello (2013), Bobby McFerrin, Agnes Obel (2014), Van Morrison, Jack DeJohnette (2015), John Cale a Kamasi Washington (2016).